# Притча за неправедния съдия
Притчата за неправедния съдия е предадена от Исус в евангелие от Лука (Лука 18:1-8). Разкрива връзката между вярата и правосъдието с акцент на молитвата, т.е. със семантика: който иска – получава.
Цар Стефан Душан пише в началото на душановия законник, че съдиите са длъжни да правоприлагат закона, а не да правораздават от страх от владетеля, имайки предвид точно тази притча от Светото писание.
Теофилакт Охридски редовно наблягал в проповедите си пред паството си точно на тази Христова притча.